# Campionat Sud-americà de futbol de 1925
El Campionat sud-americà de futbol de 1925 fou la novena edició del campionat. Es disputà a Buenos Aires, Argentina entre el 29 de novembre i el 25 de desembre de 1925.

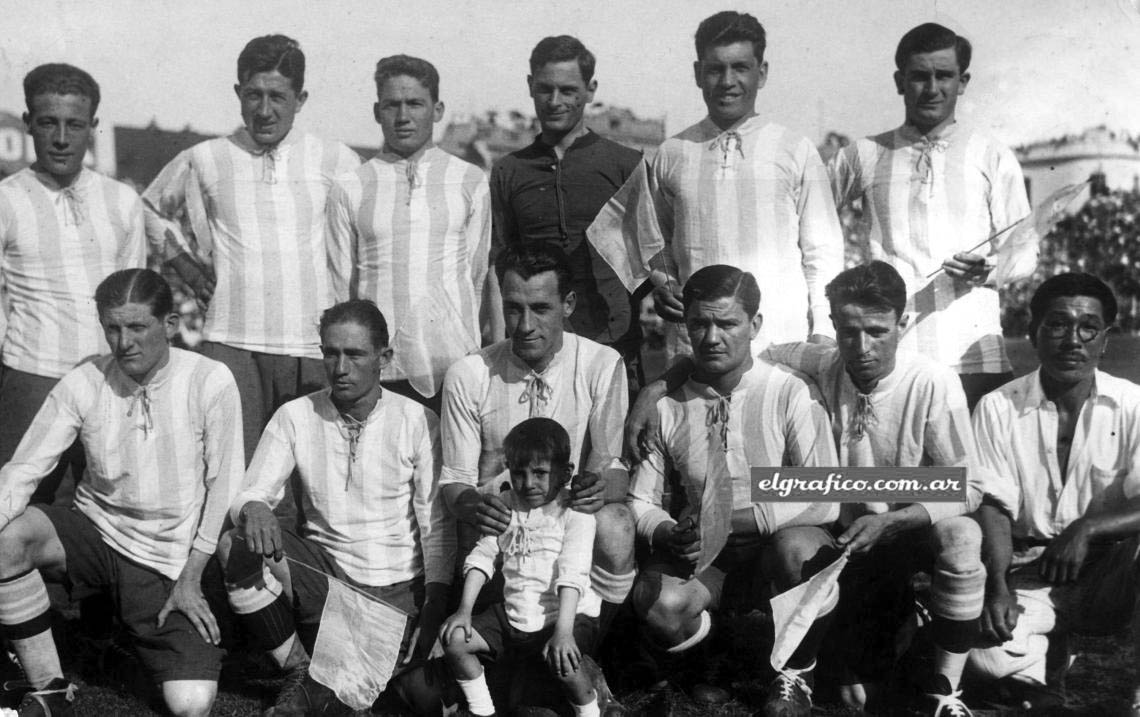
Equip de l'Argentina campió del torneig.

Els països participants van ser Argentina, Brasil, i Paraguai. Xile i Uruguai abandonaren el torneig, convertint aquesta edició en la que menys participants va tenir. La competició es disputà en dues voltes.

## Estadis
| Buenos Aires              | Buenos Aires                    |
| ------------------------- | ------------------------------- |
| Estadio Sportivo Barracas | Estadio Ministro Brin y Senguel |
| Capacitat: 30.000         | Capacitat: 25.000               |
|                           |                                 |

## Ronda final
Cada país s'enfrontà a cadascun de la resta de participants. Dos (2) punts s'atorgaren per victòria, un (1) punt per empat i zero (0) punts per derrota.
| Equip     | PJ | PG | PE | PP | GF | GC | DG | Pts |
| --------- | -- | -- | -- | -- | -- | -- | -- | --- |
| Argentina | 4  | 3  | 1  | 0  | 11 | 4  | +7 | 7   |
| Brasil    | 4  | 2  | 1  | 1  | 11 | 9  | +2 | 5   |
| Paraguai  | 4  | 0  | 0  | 4  | 4  | 13 | −9 | 0   |

| Argentina               | 2–0 | Paraguai |
| ----------------------- | --- | -------- |
| Seoane 2' · Sánchez 72' |     |          |

| Brasil                                                    | 5–2 | Paraguai       |
| --------------------------------------------------------- | --- | -------------- |
| Filo 16' · Friedenreich 18' · Lagarto 30', 52' · Nilo 72' |     | Rivas 25', 55' |

| Argentina                            | 4–1 | Brasil   |
| ------------------------------------ | --- | -------- |
| Seoane 41', 48', 74' · Garassini 72' |     | Nilo 22' |

| Paraguai   | 1–3 | Brasil                      |
| ---------- | --- | --------------------------- |
| Fretes 58' |     | Nilo 30' · Lagarto 57', 61' |

| Paraguai           | 1–3 | Argentina                                 |
| ------------------ | --- | ----------------------------------------- |
| Fleitas Solich 15' |     | Tarasconi 22' · Seoane 32' · Irurieta 63' |

| Brasil                      | 2–2 | Argentina                |
| --------------------------- | --- | ------------------------ |
| Friedenreich 27' · Nilo 30' |     | Cerroti 41' · Seoane 55' |

## Resultat
| Campionat Sud-americà 1925 |
| -------------------------- |
| Argentina                  |
| Argentina Segon títol      |

## Golejadors
6 gols
- Manuel Seoane

4 gols
- Lagarto
- Nilo Braga

2 gols
- Arthur Friedenreich
- Gerardo Rivas

1 gol
- Antonio Cerroti
- Alfredo Garassini
- Juan Carlos Irurieta
- MartÍn Sánchez
- Domingo Tarasconi
- Anfilogino Marques
- Manuel Fleitas Solich
- Luis Fretes